# José Mijares Palencia
José Ángel Mijares Palencia (Villahermosa, Tabasco; 1 de marzo de 1895 - Ciudad de México, 10 de julio de 1973) fue un militar y político mexicano que participó en la Revolución mexicana.
En 1910 ingresó al Colegio Militar de Chapultepec, donde obtuvo el grado de subteniente de infantería en 1912. Más tarde se adhirió al constitucionalismo. En 1919 dirigió la Revista Popular, en Puebla.Comandante militar en las zonas de Querétaro y Guerrero, Jefe de la Gendarmería Montada del Distrito Federal en 1929. En octubre de 1931 se le confirió el grado de general de brigada. Durante el gobierno de Pascual Ortiz Rubio fungió como inspector general de la Policía de la Ciudad de México. 
En 1933 fue elegido gobernador de Puebla, cargo que desempeñó hasta 1937. En 1936 escribió la obra titulada "El Gobierno Mexicano, su Organización y Funcionamiento". Impresa en los talleres gráficos de la Nación. Durante su gubernatura estableció la Primera Escuela Socialista del Estado de Puebla y se publicó la Ley para el Cobro de Honorarios Profesionales, asimismo inauguró el Monumento a los Fundadores de Puebla. En 1941 fundó y dirigió la primera Academia Militar privada.